# Nhiên liệu
Nhiên liệu là vật chất được sử dụng để giải phóng năng lượng khi cấu trúc vật lý hoặc hóa học bị thay đổi. Nhiên liệu giải phóng năng lượng thông qua quá trình hóa học như cháy hoặc quá trình vật lý, ví dụ phản ứng nhiệt hạch, phản ứng phân hạch. Tính năng quan trọng của nhiên liệu đó là năng lượng có thể được giải phóng khi cần thiết và sự giải phóng năng lượng được kiểm soát để phục vụ mục đích của con người.
Mọi dạng sự sống trên Trái Đất – từ những cấu trúc vi sinh vật cho đến động vật và con người, đều phụ thuộc và sử dụng nhiên liệu là nguồn cung cấp năng lượng. Các tế bào trong cơ thể sống tham gia quá trình biến đổi hóa học mà qua đó năng lượng trong thức ăn hoặc ánh sáng Mặt trời được chuyển hóa thành những dạng năng lượng có thể duy trì sự sống.
Con người sử dụng nhiều cách thức nhằm biến đổi năng lượng ở nhiều hình thức thành những dạng phù hợp mới mục đích sử dụng phục vụ cuộc sống và các quá trình xã hội. Ứng dụng giải phóng năng lượng từ nhiên liệu rất đa dạng trong cuộc sống như đốt cháy khí tự nhiên để đun nấu, kích nổ xăng dầu để chạy động cơ, biến năng lượng hạt nhân thành điện năng, v.v..
Các dạng nhiên liệu phổ biến được dùng là dầu hỏa, xăng dầu, than đá, chất phóng xạ, v.v..

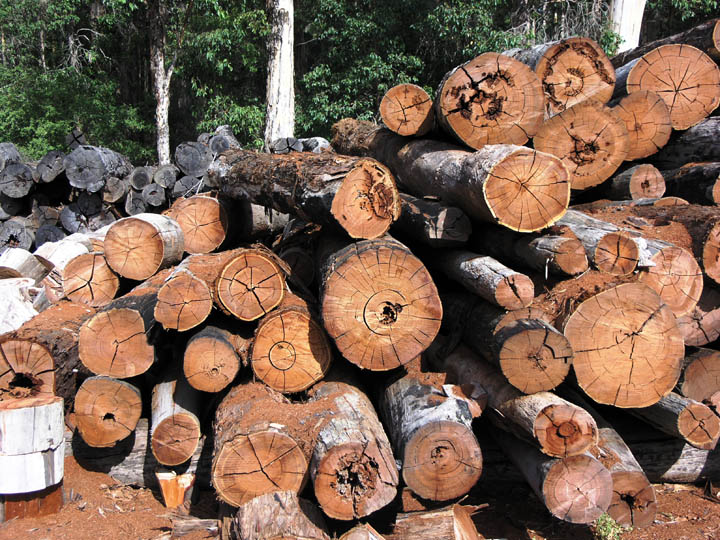
Gỗ, củi - hình thức nhiên liệu đầu tiên của loài người
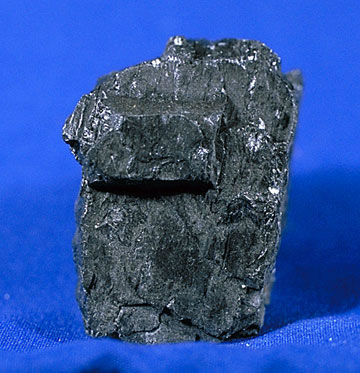
Than đá
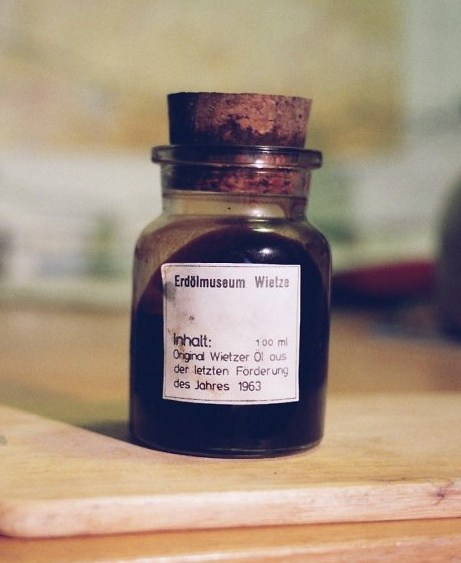
Dầu mỏ - nguồn chế tạo xăng dầu
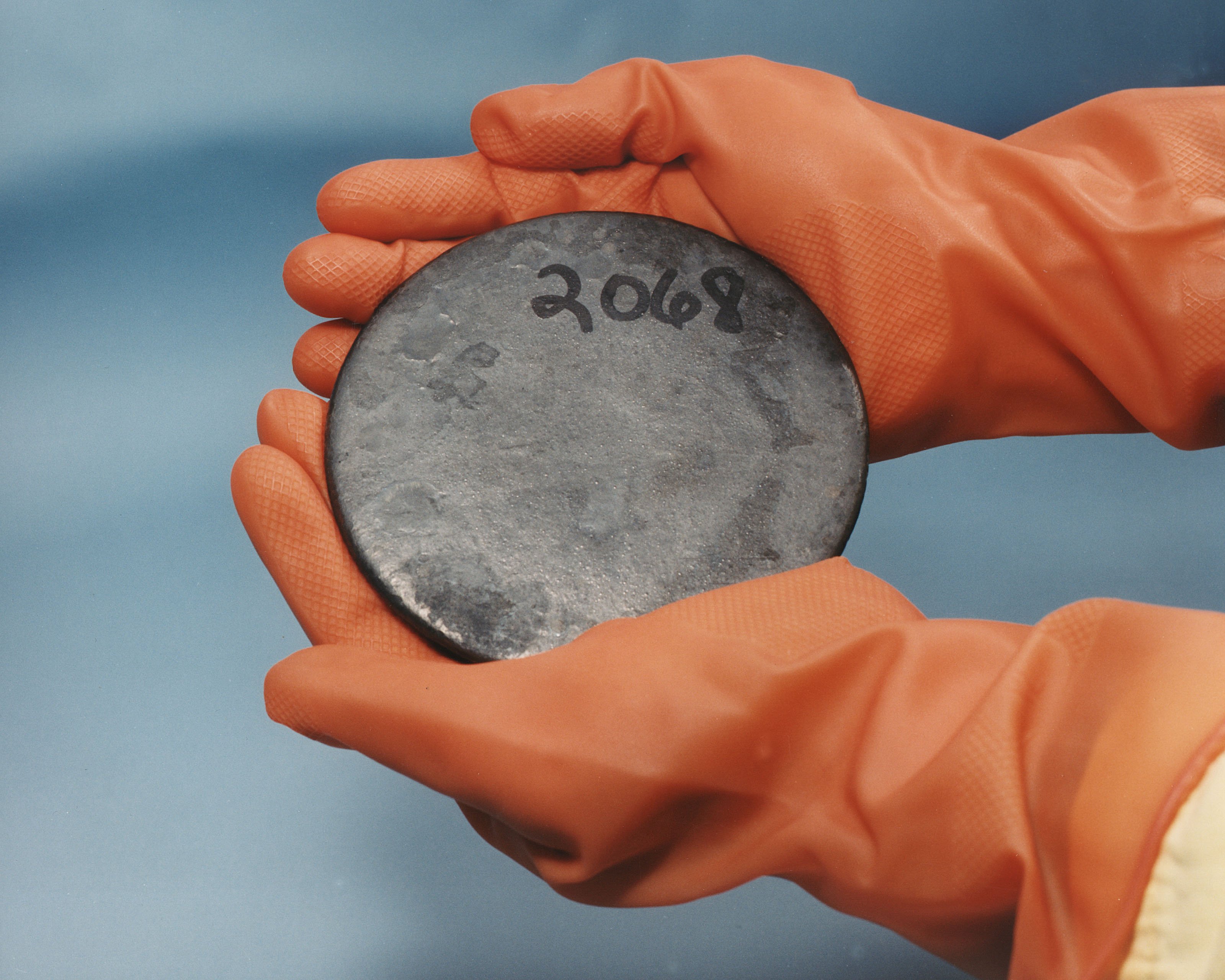
Uranium - nhiên liệu phóng xạ